# Friedrich Schatzmayr

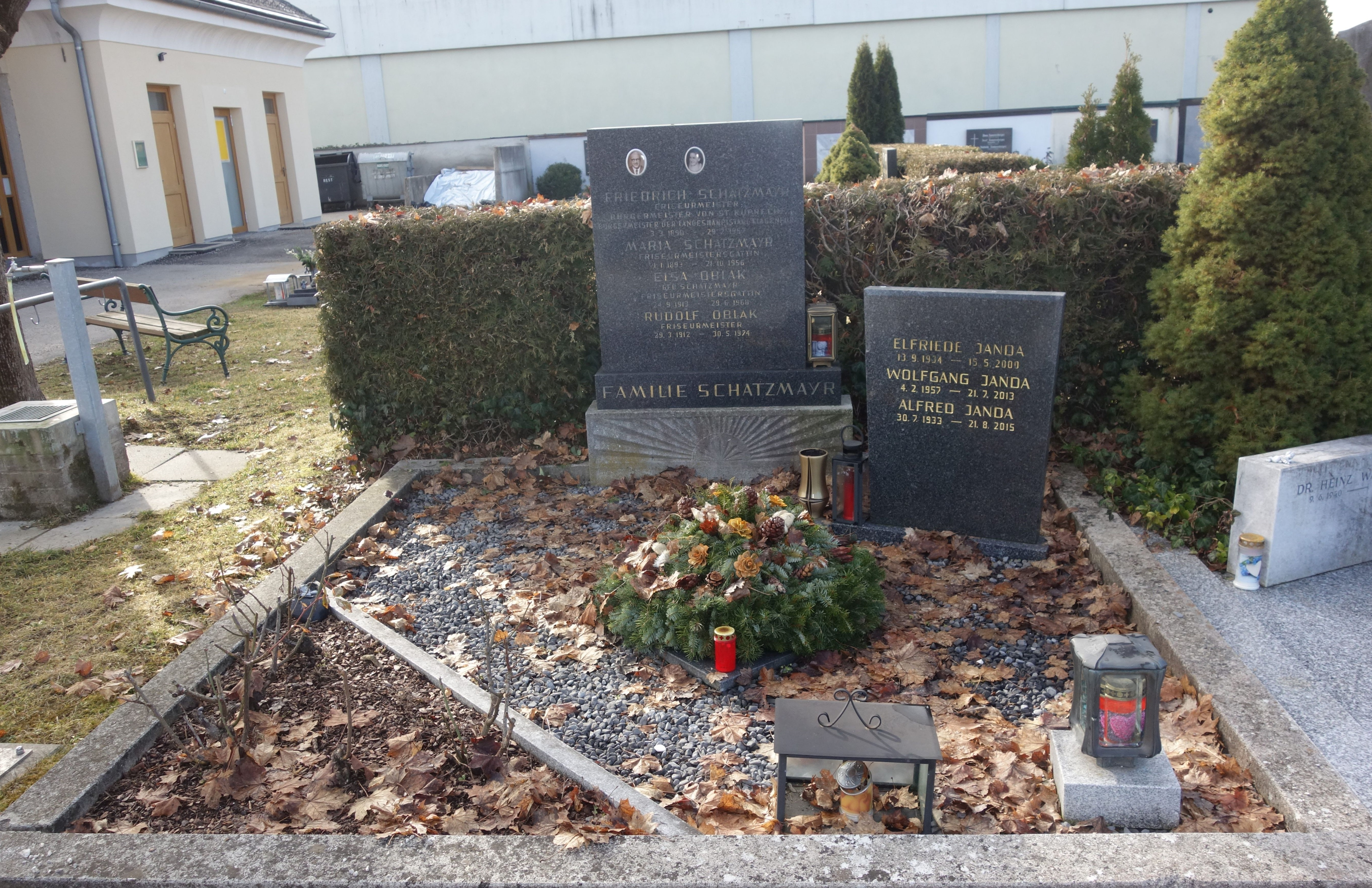
Grabstein von Friedrich Schatzmayr am Friedhof St. Ruprecht in Klagenfurt

Friedrich Schatzmayr (Nachname auch Schatzmayer; * 3. März 1890 in Villach; † 29. Februar 1952 in Klagenfurt) war SPÖ-Politiker und Bürgermeister der Landeshauptstadt Klagenfurt.

## Leben
Friedrich Schatzmayr machte die Friseurlehre in Klagenfurt und war anfangs bei Meistern in Böhmen beschäftigt. Ab 1912 war er selbständiger Friseurmeister in Klagenfurt, nahm ab 1914 am Ersten Weltkrieg teil und eröffnete danach ein Friseurgeschäft im heutigen Stadtteil St. Ruprecht. Zur gleichen Zeit begann er sich in der Sozialistischen Partei zu engagieren. 1926 wurde er Bürgermeister der damals noch selbständigen Gemeinde St. Ruprecht, die 1930 zur Stadt erhoben wurde. Mit Beginn des Austrofaschismus 1934 wurde er aus politischen Gründen seines Amtes enthoben.
Nach Ende des Zweiten Weltkrieges und der NS-Zeit wurde Friedrich Schatzmayr im Mai 1945 durch die britische Besatzungsmacht zum kommissarischen Bürgermeister von Klagenfurt eingesetzt. Im März 1946 wurde er bei der Konstituierung des Gemeinderates in seinem Amt bestätigt und bei den Gemeinderats- und Bürgermeisterwahlen 1949 wiedergewählt. Er war der erste Klagenfurter Bürgermeister der Zweiten Republik. Die schwer zerstörte Stadt war von den Briten und zeitweise von jugoslawischen Truppen besetzt. Unter Schatzmayr wurde eine Gemeindeordnung verabschiedet und man begann mit dem Wiederaufbau. Das größte Problem war die Wohnungsnot, da die Einwohnerzahl aufgrund von Flüchtlingszuströmen drastisch angestiegen war.
Friedrich Schatzmayr war wegen seines Einsatzes im Dienst der Allgemeinheit äußerst beliebt. Am 29. Februar 1952 starb er während einer Ballveranstaltung für die Gemeindebediensteten im Amt an einem Herzschlag. Er wurde auf dem Friedhof St. Ruprecht in Klagenfurt begraben.

## Belege
- Eduard Skudnigg: Die freigewählten Bürgermeister von Klagenfurt. In: Gotbert Moro (Hrsg.): Die Landeshauptstadt Klagenfurt. Aus ihrer Vergangenheit und Gegenwart. Band 2. Klagenfurt 1970, S. 317.
- Bürgermeister seit 1850 auf der Website der Stadt Klagenfurt